# Celso Costa
Celso José da Costa (7 de abril de 1949) es un matemático brasileño conocido por haber descubierto la superficie mínima de Costa.

## Semblanza
Costa nació en 1949 en el municipio de Congonhinhas, en el interior del Estado de Paraná. Se doctoró en el Instituto de Matemática Pura y Aplicada (IMPA) de Río de Janeiro en diciembre de 1982, con una tesis sobre geometría diferencial dirigida por Manfredo do Carmo. El principal resultado de su tesis fue la prueba de la existencia de una superficie mínima y completa en el espacio euclídeo tridimensional con la topología del toro menos tres puntos. Posteriormente realizó una pasantía postdoctoral en la Universidad de París VII (de 1986 a 1987), fue profesor visitante en la Universidad de Chambery (de 1987 a 1988), en la Universidad de Grenoble (de 1988 a 1989) y fue Director de Investigaciones en el CNRS en 1989. Posteriormente obtuvo una plaza de profesor titular en la Universidad Federal Fluminense, donde dirige un grupo de investigación en geometría diferencial. Su actividad investigadora se centra principalmente en la construcción y clasificación de superficies completas mínimas inmersas en un espacio euclidiano tridimensional y, más en general, en las superficies completas inmersas en espacios de formas.
La superficie mínima descubierta en su tesis solucionó un viejo problema en el ámbito de las superficies mínimas. En concreto, encontró una cuarta superficie mínima, ahora conocida internacionalmente como superficie de Costa (superficie mínima de Costa). Una superficie inmersa en el espacio euclidiano se dice que es mínima si cada punto de la superficie tiene una vecindad que es una superficie de área menor con respecto a su borde. En este sentido, dichas superficies son la generalización bidimensional de las curvas geodésicas.
Las tres superficies mínimas conocidas anteriormente eran el plano, la catenoide (Euler: 1764) y el helicoide (Meusnier: 1776). Los trabajos científicos de Costa han dado un gran impulso a la comprensión de superficies mínimas completas inmersas en el espacio euclídeo tridimensional y ha sido publicado en las principales revistas matemáticas. A la vista del valor de estos resultados, recibió la medalla "Orden al Mérito Científico en la clase Comandante" del Ministerio de Ciencia y Tecnología en 1998.

## Reconocimientos
- Comendador de la Orden Nacional del Mérito Científico - Presidencia de la República de Brasil - Oct/1998
- Premio a la Excelencia Científica - Universidad Federal Fluminense - Dic/2010
- Premio LeYa 2022 de Literatura Lusófona: Ficción Literaria con "A Arte de Driblar Destinos".[3]

## Publicaciones seleccionadas
- COSTA, J. C. 1984. Example of a complete minimal immersion of genus one and three embedded ends. Boletim da Sociedade Brasileira de Matemática. vol. 15, p. 47 - 54
- COSTA, J. C. 1989. Uniqueness of complete minimal surfaces with total curvature 12P. J. Diff. Geometry. vol. 30, p. 597 - 618
- COSTA, J. C. 1991. Classification of complete minimal surfaces embedded in R3 with total curvature 12P. Inventiones Mathematicae. vol. 105, p. 273 - 303
- COSTA, J. C. 1993. Complete minimal surfaces in R3 of genus one and four embedded ends. Annales de l'Institut Fourier. vol. 4, p. 1279 - 1287
- COSTA, J. C. and SIMÕES, P. A. Q. 1996. Complete minimal surfaces in a slab of R3. Annales de l'Institut Fourier. vol. 2, p. 535 - 546